# Olga Dormandi
Olga Dormandi (née Szélesky-Kovács à Budapest le 19 février 1900 et décédée à Paris 12e le 29 décembre 1971) était une peintre hongroise et illustratrice de livres pour enfants. Au cours de sa carrière qui a duré six décennies, Dormandi a créé des portraits, des paysages et des natures mortes, et a travaillé avec l'aquarelle, la peinture à l'huile, les pastels, les lithographies sur pierre, la sculpture, la plume et l'encre, la sérigraphie, l'encre de Chine et la céramique.

## Biographie

### Vie en Hongrie
Dormandi est née à Szeged, en Hongrie, de Lajos et Vilma Székely. Ses parents ont divorcé en 1904 et elle et ses frères et sœurs ont été adoptés par le deuxième mari de leur mère, Frigyes Kovács. En 1924, elle épouse Ladislas Dormandi, écrivain et éditeur hongrois. Un an plus tard, en 1925, elle donne naissance à son unique enfant Judith.
Olga Dormandi a commencé à dessiner et à peindre dès son plus jeune âge. Elle a étudié à l'école de Mme Ernestine Lovagh et a ensuite été instruite par Róbert Berény, un affichiste hongrois. Sa première exposition remonte à 1922, au Musée Ernst de Budapest.
De nombreux membres de la famille de Dormandi étaient des psychanalystes, dont sa mère Vilma, sa sœur Alice, sa fille Judith, son beau-frère Michael Balint et sa seconde épouse Enid Balint. Elle a souvent fait des peintures et des caricatures des membres de la famille ainsi que de leurs collègues, se rendant parfois même à des conférences internationales de psychanalyse à Salzbourg et à Vienne à cet effet. En conséquence, Olga a laissé une collection de portraits d'éminents psychanalystes du XXe siècle.

### Emigration à Paris
En 1938, l'Autriche a été annexée par l'Allemagne lors de l'Anchluss, indiquant que les nazis se dirigeaient également vers la Hongrie. Dormandi et sa famille étaient d'origine juive, et cette année-là, elle a quitté la Hongrie avec son mari, sa fille, sa sœur, son beau-frère Michael et leur fils John. La famille est restée ensemble à Paris jusqu'à l'occupation allemande de la France. Les Balint ont déménagé en Angleterre, tandis que les Dormandi sont restés en France en se cachant. Elle vit de la fabrication de céramiques et son mari lance sous un pseudonyme un magazine pour enfants Les cahiers d'Ulysse, illustré également par Vercors.

### Carrière à Paris
A la fin de la Seconde Guerre mondiale et de l'occupation allemande, les Dormandi sortent de leur cachette et Olga peut reprendre sa carrière artistique à Paris. Elle a illustré une édition de luxe du Silence de la Mer  de Vercors (l'édition originale sans ses illustrations a été publiée pendant l'occupation allemande de Paris). Elle a exposé dans des galeries françaises, telles que la Galerie du Pont des Arts et la Galerie Bernheim-Jeune, devenant bien connue pour ses nombreuses peintures du Pont Neuf. Dans les années 1950, le tableau de Dormandi « Jeunes filles de Hammameth » est acheté par le Louvre. Dans les articles de presse de cette époque , elle apparaît sous son nom de jeune fille et signe Szko.
Dormandi a vécu à Paris durant le reste de sa vie, bien qu'à partir de 1956, elle ait effectué des visites semestrielles aux États-Unis et ait souvent voyagé à travers l'Europe pour faire des portraits. Olga Dormandi est décédée en 1971. Elle a eu plusieurs expositions de ses œuvres après sa mort, une en 1973 à New York, ensuite en 2005 à Paris, puis en 2022 à Argenteuil.

## Livres et revues
- Quelles transmissions en psychanalyse ? Mireille Fognini, Revue Le Coq-Héron Numéro Spécial 200° / Illustrations d'Olga Dormandi
- Voyage Sentimental / François Fejtö / Edition des Syrtes /  Illustrations de Olga Dormandi /

## Expositions

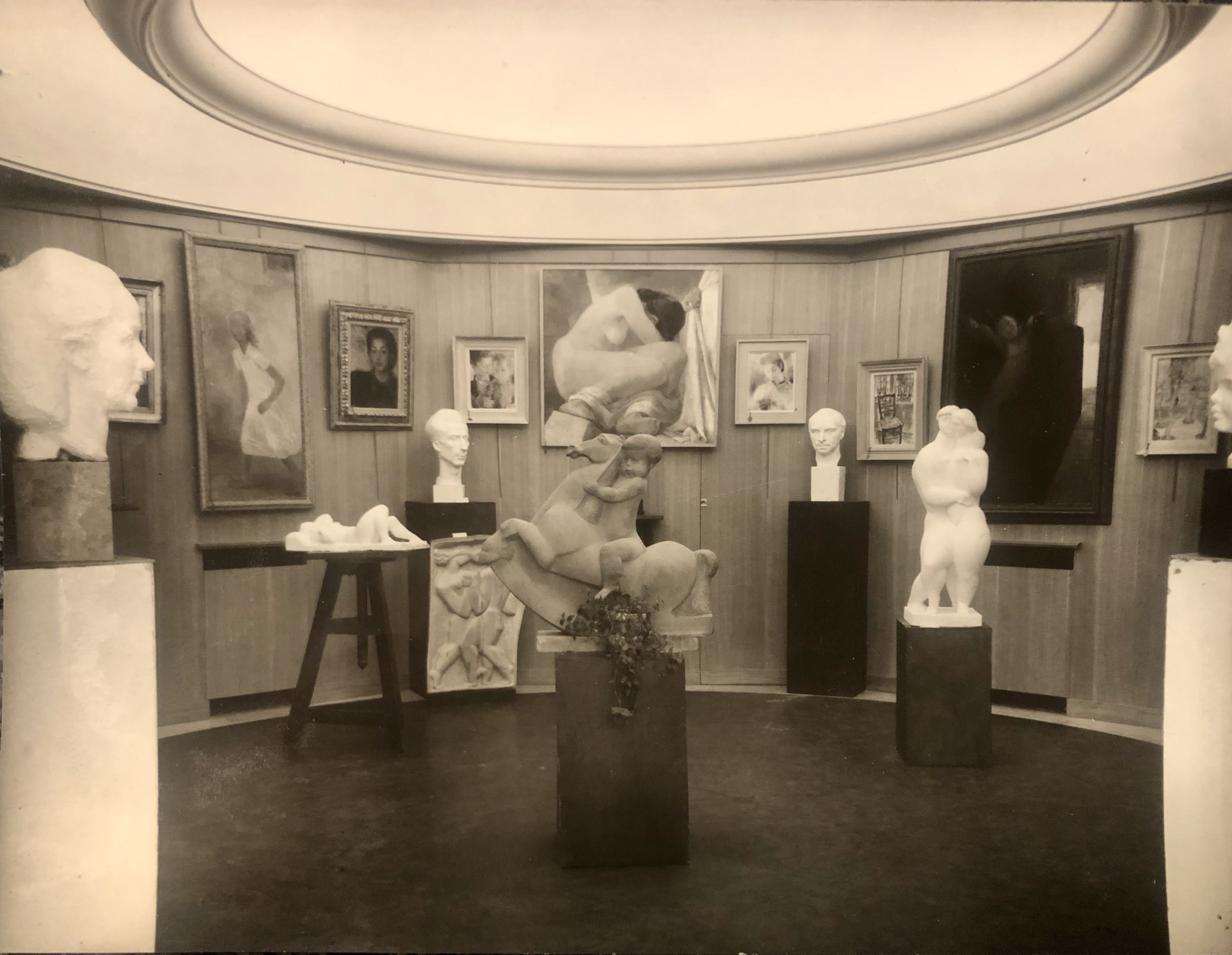
Exposition L Luzanowsky et O Dormandi

- Exposition L Luzanowsky et O DormandiExposition conjointe avec Lydia Luzanowsky chez Bernheim-Jeune : 23 avril au 6 mai 1949 / Salle Geneviève
- Exposition Olga Dormandi / 8 au 5 octobre 2022 / L'essentiel / Trimestriel culturel de la Ville d'Argenteuil / p 8